# Trống rỗng
Trống rỗng (tiếng Anh: The Hollow) là loạt phim hoạt hình thuộc thể loại phiêu lưu thần bí của Canada được tạo ra bởi Vito Viscom. Phim được phát hành lần đầu trên kênh Netflix vào ngày 8 tháng 6 năm 2018, và tiếp tục được ấn định phát hành mùa 2 vào ngày 8 tháng 5 năm 2020. Vào ngày 31 tháng 8 cùng năm, loạt phim được thông báo sẽ kết thúc sau hai mùa.

## Nội dung

### Mùa 1
Adam, Mira và Kai thức dậy trong một căn phòng bí ẩn và họ không thể nhớ được gì về bản thân mình cũng như lí do có mặt tại đây; những gợi ý về thân thế của họ chỉ là một mảnh giấy nhỏ ghi tên của mình được đặt trong túi của mỗi người. Sau một hồi suy nghĩ, bộ ba đã thoát ra được căn phòng và đến được một khu rừng. Cả bọn quyết định kết thân với nhau và bắt đầu hành trình tìm kiếm lại bản thân cũng như là trở về nhà.
Trong cuộc hành trình này, ba người bạn có được sự giúp đỡ của Người đàn ông kỳ lạ, ông ta có khả năng dịch chuyển đến một nơi khác khi đọc câu "hãy giúp tôi". Mỗi lần dịch chuyển sẽ dẫn họ đến một nơi khác nhau và tại đó cả nhóm cũng sẽ được gặp gỡ những sinh vật kỳ bí khác nhau. Và trải qua nhiều thử thách, ba người bạn cũng dần tìm ra được siêu năng lực riêng của mỗi người: Adam có siêu sức mạnh, Mira thì có khả năng trò chuyện với mọi sinh vật, thở dưới nước và bơi lội cực nhanh, còn Kai thì có năng lực điều khiển được lửa và có tài năng về việc sửa chửa máy móc.
Nhiệm vụ cuối cùng để trở về nhà của họ chính là tìm cây gậy Ishibo và trả lại nó cho một cái cây, sau khi hoàn thành nhiệm vụ, nó sẽ chỉ Adam, Mira và Kai cách để trở về nhà. Tuy đã thành công trong việc lấy được gậy Ishibo từ tay tên quỷ Akuma nhưng họ lại để cây gậy bị cướp lấy bởi ba người bạn khác là Vanessa với khả năng bay, Reeve với năng lực điều khiển vật chất và Skeet với siêu tốc độ. Bộ ba lại tiếp tục hành trình đoạt lấy lại cây gậy từ tay của nhóm đối thủ.
Sau khi thành công trao trả cánh tay Ishibo cho cái cây. Cả bọn được chỉ dẫn cách để trở về nhà. Họ được dẫn đến một cánh cổng kỳ lạ và nơi đây chỉ có một tòa lâu đài với một con rồng canh giữ. Và đó chính là nhiệm vụ cuối cùng của họ, cả nhóm phải đánh bại con rồng và tiến vào lâu đài đó. Tuy nhiên, lúc bấy giờ, trò chơi bắt đầu dần tan biến, ba người phải tiêu diệt con rồng nhanh chóng để không bị tan biến theo. Cuối cùng, sau khi thành công, họ trở lại thế giới thực tại và biết rằng đây là một trò chơi thực tế ảo và người chủ trì chính là Người đàn ông kỳ lạ. Cuối phim, Kai vô tình thấy được con mắt của Vanessa đang bị điện tử hóa.

## Lồng tiếng
- Adrian Petriw lồng tiếng vai Adam, một người thông minh, có siêu sức mạnh, nhanh nhẹn và là lãnh đạo của nhóm. Trong mùa 2, nhân vật này được tiết lộ là một người đồng tính.
  - Peter Bundic thủ vai Adam trong các cảnh người đóng.
- Ashleigh Ball lồng tiếng vai Mira, một cô gái giỏi trong việc giải đố và có khả năng giao tiếp với mọi loài sinh vật, hít thở dưới nước và bơi với tốc độ cực nhanh. Cô có hai người cha là Curtis và Paul và có một người anh trai tên Miles.
  - Lana Jalissa thủ vai Mira trong các cảnh người đóng.
- Connor Parnall lồng tiếng vai Kai, một chàng trai rất giỏi về các thứ liên quan đến máy móc đồng thời cũng có khả năng tạo ra và điều khiển lửa. Anh có tính cách bốc đồng và thường tạo ra những trò đùa mà không chỉ có bản thân cười nổi. Trong mùa 2, nhân vật này được tiết lộ là bạn của Miles, một người cực kỳ giàu có và được chọn vào đổi để thay thế Reeve sau khi Reeve rời nhóm.
  - Harrison Houde thủ vai Kai trong các cảnh người đóng,
- Diana Kaarina lồng tiếng vai Vanessa, một cô gái có khả năng bay đầy mưu mô và lôi cuốn. Trong mùa 1, Vanessa là nhân vật phản diện nhưng về sau đã trở thành nhân vật thiện trong mùa 2.
  - Destiny Millens thủ vai Vanessa trong các cảnh người đóng.
- Alex Barima lồng tiếng vai Reeve, một cậu bé có khả năng điều khiển đồ vật bằng suy nghĩ và đồng thời cũng là người hiểm độc nhất nhóm. Trong mùa 2, nhân vật này được tiết lộ rằng anh đã từng là bạn của Adam và đã rời nhóm, đi theo phe của Vanessa sau một cuộc chiến, Reeve cũng là một người đồng tính. Trong mùa 1, Reeve là nhân vật phản diện nhưng về sau đã trở thành nhân vật thiện trong mùa 2.
  - Abdoul Diallo thủ vai Reeve trong các cảnh người đóng
- Jesse Moss lồng tiếng vai Skeet, một người có siêu tốc độ. Skeet là người có ít dã tâm nhất nhóm và đôi lúc anh cũng cố gắng thuyết phục nhóm của mình hợp tác với nhóm Adam để cùng nhau hợp tác. Trong mùa 2, nhân vật này được tiết lộ có tên thật là Bernard và là bạn thân từ thời mẫu giáo của Vanessa. Anh bị giết chết trong tập thứ tư của mùa 2. Trong mùa 1, Skeet là nhân vật phản diện nhưng về sau đã trở thành nhân vật thiện trong mùa 2.
  - Chase Dallas Carey thủ vai Skeet trong các cảnh người đóng.
- Kazumi Evans lồng tiếng vai Nisha, một trong những phản diện mới của mùa 2. Cô có năng lực dùng lửa giống Kai.
- Sam Vincent lồng tiếng vai Tyler, một trong những phản diện mới của mùa 2. Anh có năng lực điều khiển thời tiết.
- Khamisa Wilsher lồng tiếng vai Iris, một trong những phản diện mới của mùa 2. Cô có năng lực thay đổi kích thước bản thân trong một thời gian ngắn.
- Mark Hildreth lồng tiếng vai Người đàn ông kỳ lạ "Weirdy" hoặc Gustaf (đời thực), một nhân vật đặc biệt và bí ẩn với khả năng dịch chuyển và luôn xuất hiện khi ai đó nói "giúp tôi với". Ngoài đời, anh cũng là người dẫn chương trình cho trò chơi.
  - Hildreth thủ vai Người đàn ông kỳ lạ "The Weird Guy" trong các cảnh người đóng.
- Sam Vincent lồng tiếng vai Jules Voulcan, một nhà khoa học người Pháp độc ác.
- Nicole Oliver lồng tiếng vai Cái cây "Tree"/Nữ nhện tinh "Spider-Woman".
- Ian James Corlett lồng tiếng vai Benjamin. Cùng với Benjamini, anh ta là người đàn ông đô con trong khu vui chơi bị bỏ hoang ở mùa 1 và trong mùa 2, anh trở thành nhân viên bảo vệ của một câu lạc bộ nhạc jazz.
- Michael Daingerfield lồng tiếng vai Benjamini. Cùng với Benjamin, anh ta là người đàn ông đô con trong khu vui chơi bị bỏ hoang ở mùa 1 và trong mùa 2, anh trở thành nhân viên bảo vệ của một câu lạc bộ nhạc jazz..
- Brian Drummond lồng tiếng vai Thần chết "Death", một trong Tứ kỵ sĩ Khải huyền. Anh rất thành thạo trong việc nướng bánh và pha trà đá. Trong mùa 2, anh làm việc tại một quán bar.
- Nicole Oliver lồng tiếng vai Brynhilda, người phụ nữ Viking.
- Kathleen Barr lồng tiếng vai Bộ ba Phù thủy "The Witches".
- Akuma, một chúa tể của thầy tu quỷ Nhật Bản, người chặt đứt cánh tay của cái cây để biến nó thành cây gậy Ishibo. Trong mùa 2, anh trở thành người chủ trì của trò chơi "Pick a Portal".
- Brian Dobson lồng tiếng vai Toros/Nhân ngưu "Minotaur" #1.
- Paul Dobson lồng tiếng vai Nhân ngưu "Minotaur" #2.
- Lee Tockar lồng tiếng vai Dave.
- Peter Kelamis lồng tiếng vai Nhện tinh lãnh đạo "Spider-Leader".
- Jason Simpson lồng tiếng vai Người khổng lồ một mắt "Cyclops".

## Tập phim
| Mùa | Mùa | Số tập | Số tập | Phát hành gốc      | Phát hành gốc      |
| --- | --- | ------ | ------ | ------------------ | ------------------ |
|     | 1   | 10     | 10     | 8 tháng 6 năm 2018 | 8 tháng 6 năm 2018 |
|     | 2   | 10     | 10     | 8 tháng 5 năm 2020 | 8 tháng 5 năm 2020 |

### Mùa 1 (2018)
| TT. tổng thể | TT. trong mùa phim | Tiêu đề         | Đạo diễn      | Biên kịch    | Ngày phát sóng gốc |
| --- | ------------------ | --------------- | ------------- | ------------ | ------------------ |
| 1 | 1                  | "Căn phòng"     | Josh Mepham   | Vito Viscomi | 8 tháng 6 năm 2018 |
| Adam, Mira và Kai chỉ là ba cô cậu nhóc xa lạ, lạc lõng, cùng thức dậy trong căn phòng kín mít không một cánh cửa. Điều gì đã đưa chúng đến đây? Và làm sao để tẩu thoát?  |                    |                 |               |              |                    |
| 2 | 2                  | "Sa mạc"        | Greg Sullivan | Vito Viscomi | 8 tháng 6 năm 2018 |
| Bị quái thú bắt giam trong mê cung, số phận thê thảm đang chờ lũ trẻ: trở thành bữa tối cho con quái thú thò lò mũi xanh.                                                  |                    |                 |               |              |                    |
| 3 | 3                  | "Khải huyền"    | Josh Mepham   | Vito Viscomi | 8 tháng 6 năm 2018 |
| Cuộc gặp gỡ với Tứ Kỵ Sĩ Khải Huyền! Trong khi Mira tìm cách cứu chữa chiến mã ốm yếu của Thần Chết thì Kai lại phát huy sở trường chế tạo của mình.                       |                    |                 |               |              |                    |
| 4 | 4                  | "Ngọn hải đăng" | Greg Sullivan | Vito Viscomi | 8 tháng 6 năm 2018 |
| Adam, Mira và Kai thám thính ngọn hải đăng và buộc phải gửi tín hiệu kêu cứu – để rồi rơi vào thế giới mới kỳ lạ của một sinh vật bí ẩn.                                   |                    |                 |               |              |                    |
| 5 | 5                  | "Ishibo"        | Josh Mepham   | Vito Viscomi | 8 tháng 6 năm 2018 |
| Adam giao chiến một nhà sư quỷ dữ đáng sợ trên đường tìm kiếm Ishibo. Trong lúc cầu xin sự giúp đỡ, Kai đã triệu hồi Chàng trai kỳ lạ và nhận được lời cảnh báo từ anh ta. |                    |                 |               |              |                    |
| 6 | 6                  | "Xác sống"      | Greg Sullivan | Vito Viscomi | 8 tháng 6 năm 2018 |
| Nhóm bạn lạc bước vào thị trấn ma rùng rợn nhưng chẳng mấy chốc nhận ra họ không chỉ có một mình. Liệu đám trẻ có thể tin tưởng những người lạ mới quen này?               |                    |                 |               |              |                    |
| 7 | 7                  | "Câu đố"        | Josh Mepham   | Vito Viscomi | 8 tháng 6 năm 2018 |
| Không còn Kai và những đứa trẻ khác ở bên cạnh, Mira và Adam phải giải được câu đố của một ông cụ. Adam nghĩ rằng cậu đã phát hiện ra manh mối về nơi họ đang ở.           |                    |                 |               |              |                    |
| 8 | 8                  | "Băng"          | Greg Sullivan | Vito Viscomi | 8 tháng 6 năm 2018 |
| Sau trận chiến với quái vật băng, trong khi Adam, Kai và Mira cân nhắc xem có nên giúp những đứa trẻ còn lại không thì họ phát hiện ra mình đã bị bỏ lại trên biển.        |                    |                 |               |              |                    |
| 9 | 9                  | "Kén nhện"      | Josh Mepham   | Vito Viscomi | 8 tháng 6 năm 2018 |
| Đám trẻ dạt vào một hòn đảo do người nhện đột biến chiếm đóng. Adam cần được trợ giúp, thời gian của đám trẻ sắp hết.                                                      |                    |                 |               |              |                    |
| 10 | 10                 | "Colrath"       | Greg Sullivan | Vito Viscomi | 8 tháng 6 năm 2018 |
| Adam, Mira và Kai phải né tránh kẻ thù cũ khi đang bung hết tốc lực đi tìm cái cây. Nào ngờ, điểm đến của đám trẻ lại bị chính đội quân hùng hậu của kẻ thù canh gác.      |                    |                 |               |              |                    |

### Mùa 2 (2020)
| TT. tổng thể | TT. trong mùa phim | Tiêu đề                    | Đạo diễn      | Biên kịch        | Ngày phát sóng gốc |
| --- | ------------------ | -------------------------- | ------------- | ---------------- | ------------------ |
| 11 | 1                  | "Nhà"                      | Greg Sullivan | Whitney Ralls    | 8 tháng 5 năm 2020 |
| Sau khi phát hiện ra sự thật đằng sau The Hollow, nhóm bạn Adam, Mira và Kai tỉnh dậy trong thế giới thực của mình. Nhưng có gì đó không đúng lắm.                        |                    |                            |               |                  |                    |
| 12 | 2                  | "Công ty The Hollow Games" | Josh Mepham   | Laura Sreebny    | 8 tháng 5 năm 2020 |
| Cả nhóm hợp lực để đối mặt với những nỗi sợ hãi lớn nhất của họ. Nhưng họ vẫn cần câu trả lời, và Mira quyết định tự mình giải quyết vấn đề.                              |                    |                            |               |                  |                    |
| 13 | 3                  | "Trở lại"                  | Greg Sullivan | Steve Sullivan   | 8 tháng 5 năm 2020 |
| Adam và Kai rơi vào phiên bản mới của The Hollow và tìm kiếm Mira trong một lâu đài rùng rợn. Tại đó, câu đố của một quỷ lùn cho họ manh mối.                             |                    |                            |               |                  |                    |
| 14 | 4                  | "Giải đố"                  | Josh Mepham   | Hillary Benefiel | 8 tháng 5 năm 2020 |
| Trong thế giới kỳ lạ chứa đầy những hình thù thay đổi, nhóm bạn đối mặt với một ác nhân khó hiểu, sau đó thử vận may trong một chương trình trò chơi đầy rủi ro.          |                    |                            |               |                  |                    |
| 15 | 5                  | "Giả kim thuật"            | Greg Sullivan | Al Schwartz      | 8 tháng 5 năm 2020 |
| Adam, Mira và Kai đối diện với nỗi mất mát khó chấp nhận, nhưng vẫn tiếp tục tìm kiếm câu trả lời. Tại lâu đài của một nhà khoa học, họ chạm trán với một vài đối thủ cũ. |                    |                            |               |                  |                    |
| 16 | 6                  | "Đường cùng"               | Josh Mepham   | Laura Sreebny    | 8 tháng 5 năm 2020 |
| Trong cuộc truy lùng Tên dở hơi, nhóm bạn đi tàu ma đến một câu lạc bộ nhạc jazz. Nhưng cuộc cãi vã của Adam và Reeve đe dọa nhiệm vụ của họ.                             |                    |                            |               |                  |                    |
| 17 | 7                  | "Mất cân bằng"             | Greg Sullivan | Whitney Ralls    | 8 tháng 5 năm 2020 |
| Xung đột giữa Reeve và Adam chạm đến giới hạn, khiến họ lao xuống đại dương – nơi một con quái vật biển đói bụng đang chờ cả hai.                                         |                    |                            |               |                  |                    |
| 18 | 8                  | "Răng nanh"                | Josh Mepham   | Steve Sullivan   | 8 tháng 5 năm 2020 |
| Sau khi chiến đấu với quái vật biển cùng Brynhilda, nhóm bạn đến một vùng đất cổ tích. Tại đó, ba nàng tiên dẫn họ đến chỗ của Tên dở hơi.                                |                    |                            |               |                  |                    |
| 19 | 9                  | "Lửa"                      | Greg Sullivan | Whitney Ralls    | 8 tháng 5 năm 2020 |
| Lời thú nhận của Vanessa khiến bạn bè của cô buồn lòng. Quyết tâm chuộc lỗi, cô lén đi tìm đội còn lại một mình.                                                          |                    |                            |               |                  |                    |
| 20 | 10                 | "Cuộc đua"                 | Josh Mepham   | Laura Sreebny    | 8 tháng 5 năm 2020 |
| Đó là một cuộc đua về đích khi nhóm bạn nỗ lực vượt qua đội B. Và khi trùm cuối tấn công, họ sẽ phải hợp tác để giành chiến thắng.                                        |                    |                            |               |                  |                    |